# DMG interpersonal

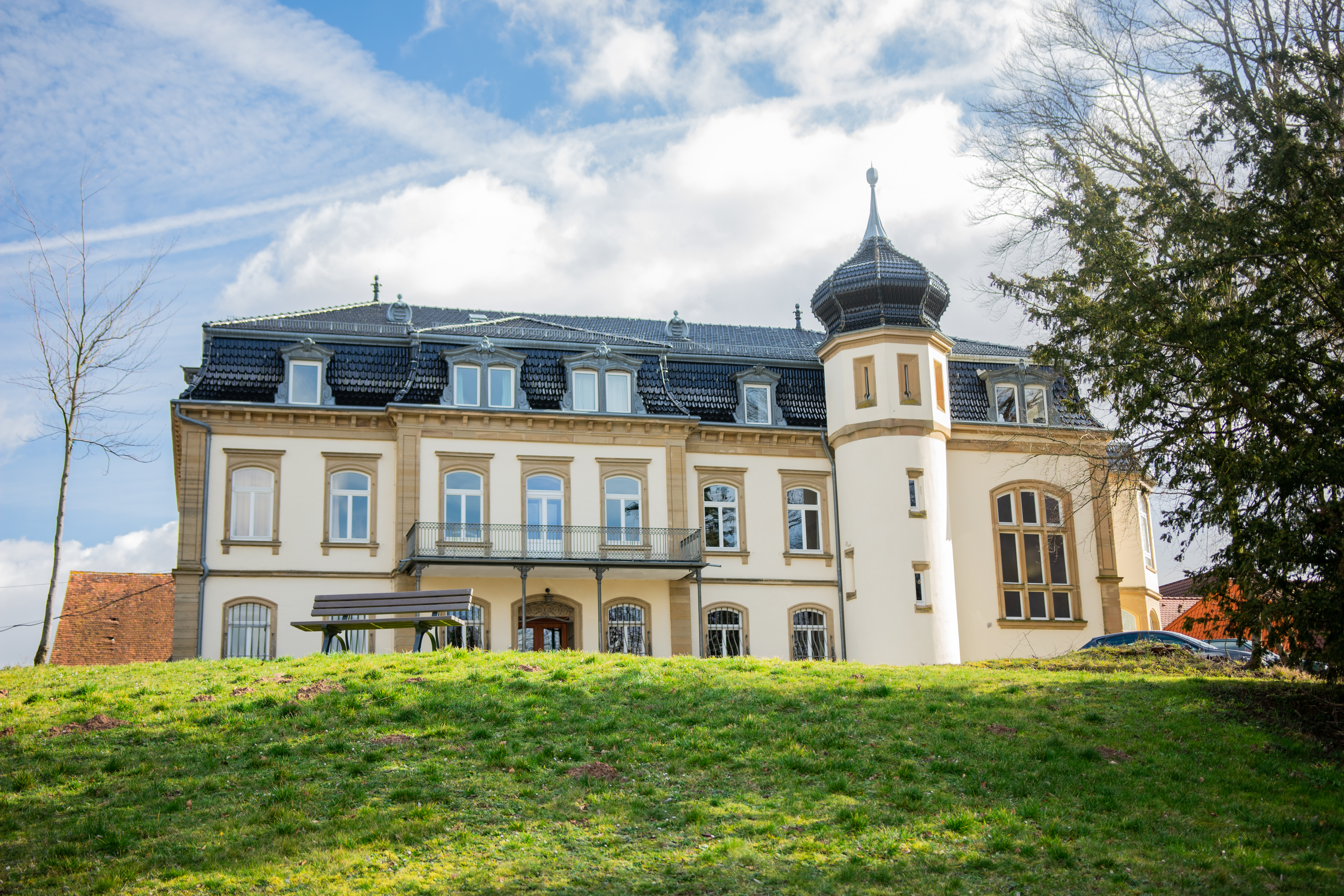
Schloss Buchenauerhof – die DMG Heimatzentrale, Sitz der DMG interpersonal

 Die christliche Organisation DMG interpersonal e. V. mit Sitz auf dem Buchenauerhof bei Sinsheim-Weiler ist ein evangelikales Missions- und Hilfswerk in Deutschland mit über 400 Mitarbeitenden weltweit.

## Ziele
Die Mitarbeiter der DMG wollen das Evangelium von Jesus Christus in Wort und Tat leben und weitersagen, Not lindern, Menschen ganzheitlich helfen, zur Verbreitung des christlichen Glaubens und zum Aufbau christlicher Gemeinden in den Einsatzländern auf vier Kontinenten beitragen. Dies geschieht in enger Partnerschaft und Zusammenarbeit mit den Menschen, Kirchen und christlichen Organisationen vor Ort.
Dabei soll Gemeinschaft gelebt werden und Gemeinden in ihrer Vielfalt wertgeschätzt und unterstützt werden, am gemeinsamen Auftrag aller Christen mitzuarbeiten.
Um diese Ziele umzusetzen, ermöglicht die DMG Menschen jeden Alters sowie christlichen Fachkräften und Theologen einen kulturüberschreitenden Einsatz im Rahmen von mehr als 100 internationalen Partnerorganisationen und Kirchen in rund 60 Ländern rund um die Welt. Dazu bietet sie ein Kurzeinsatz-Programm (6–24 Monate) für junge Leute ab 18 an, mittelfristige Einsätze (zwei bis vier Jahre), langfristige Einsätze (ab zwei Jahre) sowie ein Fachkräfte-Programm, das Christen ermöglicht, Menschen in anderen Ländern mit ihrer Erfahrung und ihren beruflichen Kenntnissen zu helfen.
Zusätzlich gibt es in der Heimatzentrale am Buchenauerhof die Möglichkeit, ein FSJ oder Bundesfreiwilligendienst zu machen.
In dem Leitbild der DMG stehen als Grundwerte „Jesus – Gebet – Mission – Gemeinschaft – Partnerschaft“.

## Arbeitsgebiete
Die Mitarbeiter sind nach Eigenangaben rund um den Globus tätig in den Bereichen: „Aufbau christlicher Gemeinden, Teamleitung, Unterstützung und Beratung von lokalen Partnern, Pionierarbeit, Theologischer Lehrdienst, Kinder-, Jugend- und Studentenmission, Nothilfe, Hungerhilfe, Sprachforschung, Bibelübersetzung, Literaturherstellung, Evangelisation, Radiomission, medizinischer Dienst, landwirtschaftliche Entwicklungszusammenarbeit, Aids- und Hygiene-Beratung, Hilfe für Straßenkinder, Ausbildung von Lehrern, Pflegepersonal, Erziehern usw.“
Seit 2017 ist kids-team Deutschland ein Arbeitsbereich innerhalb der DMG. Vier regionale Teams bieten Programme und Aktivitäten für Kinder in Schulen und Gemeinden an. Ein fünftes Regionalteam ist gerade im Aufbau.

## Geschichte
Hans und Pauline Beck gründeten die „Deutsche Missionsgemeinschaft, Verein für Wohltätigkeit e. V.“ (DMG) bei einer Missionskonferenz 1951 in Beatenberg (Schweiz), zusammen mit weiteren Teilnehmern. Für Hans Beck war dieser Schritt nach eigenen Angaben auch ein Dank dafür, dass Gott ihn im Zweiten Weltkrieg bewahrt habe. Ihre erste Heimatzentrale hatte die Organisation in einer kleinen Dachwohnung in Korntal bei Stuttgart. Als erster Auslandsmitarbeiter wurde Helmut Gaertner 1953 nach Spanien entsandt, wo er christliche Radiosendungen produzierte. Gaertner war später an der Gründung des ERF (heute: ERF Medien) in Deutschland beteiligt. Bereits in den 1960er-Jahren hatte die DMG rund 100 Mitarbeiter weltweit im Einsatz. 1971 zog das christliche Hilfswerk auf den Buchenauerhof nach Sinsheim um. Heute sind nach Angaben des Vereins rund 400 Mitarbeiter in verschiedenen Projekten auf der ganzen Welt beschäftigt. Mit der Zeit baute die DMG ein Netz von Partnerschaften zu mehr als 100 Kirchen und Non-Profit-Organisation in aller Welt auf, in deren Projekte und Aufgabenbereiche sie Christen mit einer sendenden Gemeinde in Deutschland als Mitarbeiter vermittelt. Im Januar 2014 wurde die DMG umbenannt in DMG interpersonal e. V. Das neue Logo wurde mit dem Slogan „Damit Menschen Gott begegnen“ kombiniert.
Im November 2022 wurde das aktuelle Leitungsteam mit Missionsleiter Simon Bohn eingeführt. Er folgt auf Pfarrer Günther Beck, der seit Mai 2018 gemeinsam mit Andrew Howes das Werk geleitet und den früheren Direktor und ersten Vorsitzenden Detlef Blöcher abgelöst hatte. Weitere Mitglieder des Leitungsteams sind Monika Mench (Personal), Andrew Howes (zuständig für die Zentrale des Werks und die Partnerwerke weltweit) und Andreas Ebinger (Verwaltung und Finanzen).

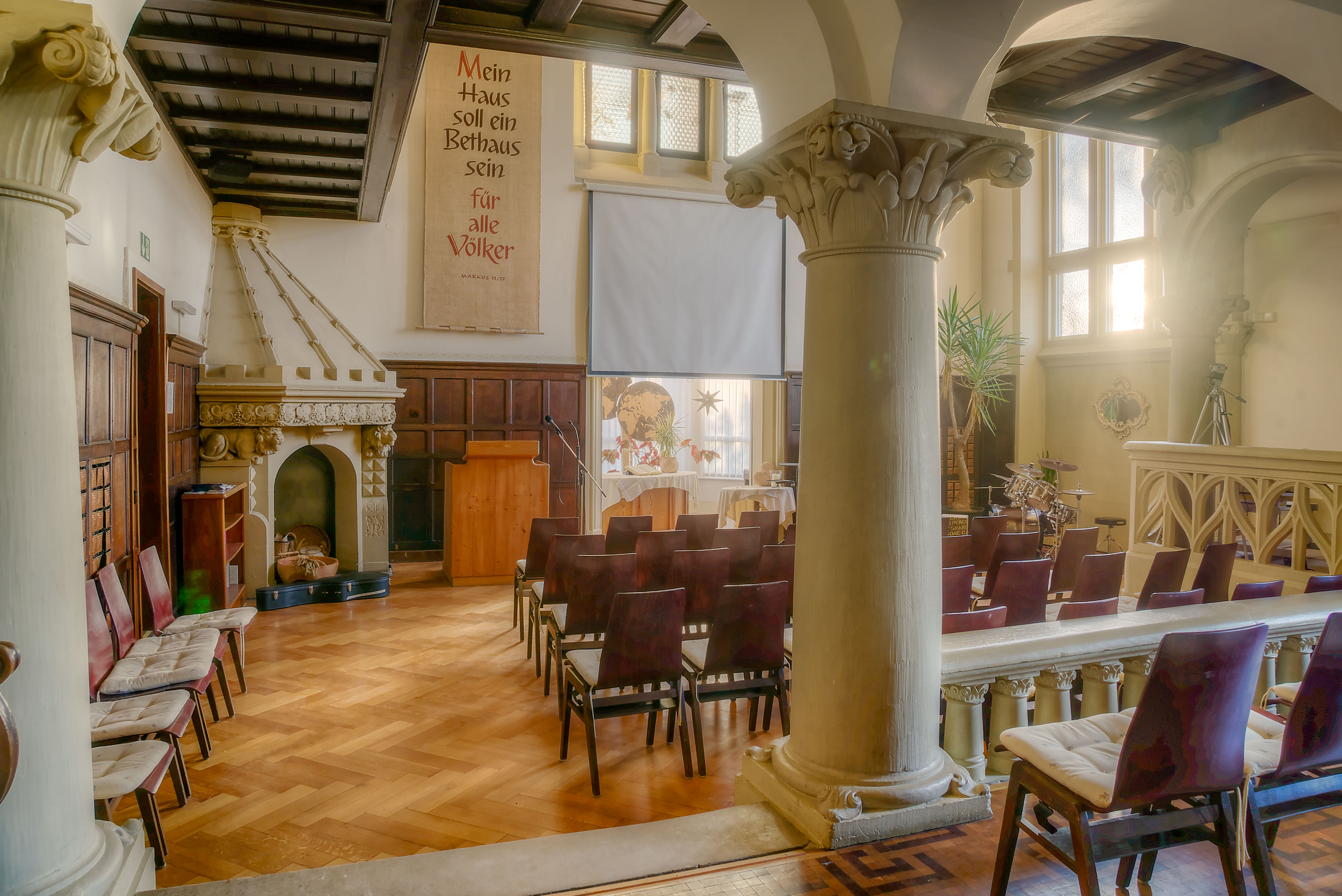
DMG – die Kapelle im Schloss, Buchenauerhof

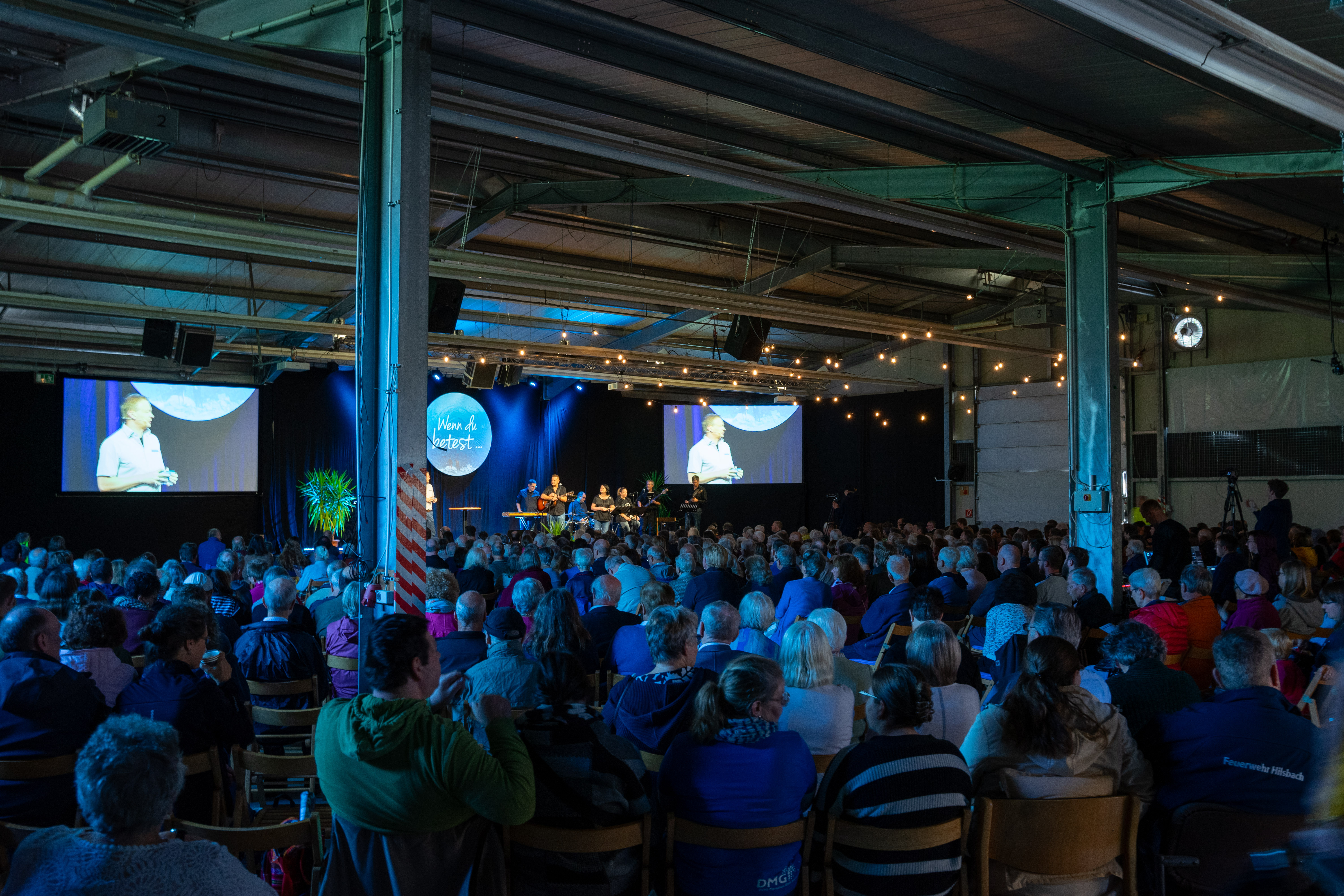
Veranstaltung bei der DMG: das Herbstmissionsfest

Das alte Logo – bis 2013

## Weltweite Zusammenarbeit
In Zusammenarbeit mit rund 100 Partnerorganisationen (internationale Hilfswerke und lokale Kirchengemeinden) arbeiten die Mitarbeitenden der DMG in folgenden Ländern und Regionen:
- Europa: Albanien, Belgien, Deutschland, Frankreich, Griechenland, Italien, Kroatien, Niederlande, Österreich, Osteuropa, Polen, Portugal, Rumänien, Schweiz, Slowakei, Slowenien, Spanien, Tschechien, Zypern.
- Asien: Georgien, Kambodscha, Libanon, Naher Osten, Ostasien, Philippinen, Russland, Südasien, Thailand, Zentralasien.
- Afrika: Äthiopien, Benin, Elfenbeinküste, Eswatini, Kamerun, Kenia, D.R. Kongo, Madagaskar, Malawi,[18] Mosambik, Niger, Nordafrika, Südafrika, Südsudan, Tansania.
- Amerika: Alaska, Argentinien, Bonaire, Brasilien, Chile, Costa Rica, Ecuador, Guatemala, Mexiko, Paraguay, Peru.

Darüber hinaus sind derzeit jährlich circa 40 Mitarbeitende in Freiwilligendiensten und Kurzeinsätzen rund um die Welt mit der DMG im Einsatz.
Die meisten Mitarbeitenden kommen aus Deutschland, Österreich und der Schweiz, insgesamt sind Menschen aus ca. 20 Herkunftsländern im Team vertreten. Sie kommen aus evangelischen Landes- und Freikirchen sowie unterschiedlichen christlichen Gemeinschaften. Die DMG unterstützt diese Gemeinden bei der Entsendung ihrer Missionare. In den meisten Fällen erfolgt eine Anstellung als DMG-Mitarbeiter.
Die Heimatzentrale der DMG ist auch das Deutschland-Büro von SIM international. Nachdem die DMG schon seit der Gründung mit SIM zusammen gearbeitet hatte, wurde 2019 eine entsprechende Vereinbarung unterzeichnet, die 2020 in Kraft trat. Seitdem ist „DMG Germany“ die offizielle SIM-Vertretung in Deutschland und eine stimmberechtigte Organisation innerhalb SIM.

## Mitgliedschaft
Die DMG ist Mitglied im netzwerk-m und der Arbeitsgemeinschaft Evangelikaler Missionen (AEM). Sie bekennt sich zu den Leitideen der Evangelischen Allianz. Dies bindet sie in theologischer Hinsicht und bei den Grundsätzen über die Verwendung von Spendenmitteln. Im Detail bedeutet das unter anderem: „Spendenmittel werden so verwendet, dass die satzungsgemäßen Zwecke unter Beachtung von wirtschaftlichen Gesichtspunkten bei größtmöglicher Wirksamkeit und Sparsamkeit erreicht werden. Die Spendenwerbung muss wahr, eindeutig und sachlich sein. Sie hat die Würde des Menschen zu wahren. Allgemein und speziell zweckbestimmte Spenden sind entsprechend der satzungsmäßigen und tatsächlichen Bestimmung zu verwenden. Zur Spendenwerbung werden keine Spender- und Freundeskreisadressen gekauft, verkauft, gemietet, vermietet oder getauscht.“

## Ehrungen
- Der langjährig für den medizinischen Dienst der DMG arbeitende Dietrich Schmoll erhielt den Verdienstorden der Bundesrepublik Deutschland.[23]
- Die 2009 verstorbene DMG-Missionsärztin Ursula Schmitz, die 20 Jahre im Christlichen Krankenhaus Tank in Nordost-Pakistan tätig war, erhielt 2010 postum den höchsten Verdienstorden der Republik Pakistan.[24]
- Der früher mit der DMG in Breslau tätige Theologe Dr. Andreas Hahn wurde im Dezember 2010 mit dem Johann-Tobias-Beck-Preis 2010 des Arbeitskreises für evangelikale Theologie gewürdigt.[25]
- Für hohe Verdienste um das Gemeinwohl, besonders für den Einsatz im Aidswaisenprojekt „Neema ya Mungu“[26] (Durch Gottes Hilfe) in Kenia, das heute rund 600 Waisenkinder betreut, erhielt die ehemalige DMG-Missionarin Rose Schwarz das Bundesverdienstkreuz.

## Publikationen
- Zeitschrift DMG-Magazin, Auflage: 29.500, fünfmal jährlich, Verbreitung überwiegend in Mitteleuropa, auch als E-Paper und als Podcast.[27]
- Kinderzeitschrift „Abenteuer Welt“, viermal jährlich
- Bücher und Hörbücher für Kinder und Erwachsene